# Kryptopterus apogon
Kryptopterus apogon és una espècie de peix de la família dels silúrids i de l'ordre dels siluriformes.

## Morfologia
Els mascles poden assolir els 130 cm de llargària total.

## Distribució geogràfica
Es troba a la península de Malaca, Sumatra i Borneo, incloent-hi les conques dels rius Mekong i Chao Phraya.